# Єва Яніковськи
Єва Етелька Наметта Кучеш (23 квітня 1926, Сегед, Угорщина — 14 липня 2003, Будапешт, Угорщина), у шлюбі Яніковськи (угор. Janikovszky Éva), — угорська письменниця, редакторка, сценаристка. Її книги для дітей перекладені 35 мовами.

## Біографія
Єва Етелька Наметта Кучеш народилась 23 квітня 1926 року в Сегеді. З 1944 по 1948 рік вивчала філософію і фольклор у Сегедському університеті, а з 1948 по 1950 рік філософію, психологію та політичну економію в університеті Лоранда Етвеша в Будапешті, де 1950 року отримала диплом педагога. 
З 1950 по 1953 рік працювала референткою в Міністерстві освіти у відділі навчальних посібників, потім протягом чотирьох років була редакторкою в молодіжному книжному видавництві (Ifjúsági Könyvkiadó). Позніше була головною редакторкою видавництва Ференца Мора. 
1952 року одружилася з лікарем Белою Яніковськи. 1955 року народила сина Яноша.
Її перша книга Csip-Csup вийшла в 1957 році. Тематика її творів, як правило, стосується стосунків дітей та дорослих на фоні повскденних переживань та конфліктів. Крім того, вона писала сценарії до фильмів, працювала в журналах і виступала на радіо- та телепередачах. 
За деякими з її книг були зняті анімаційні та телевізійни фільми. Багато її книг були проілюстровані графіком Ласло Ребером (1920—2001). 
У Єви  Яніковськи є понад 10 премій та нагород, серед яких німецька премія дитячої літератури та Премія імені Кошута. 2003 року на її честь було названо школу в Будапешті. З 2004 року існує фонд Єви Яніковськи.
Єва Яніковськи померла 14 липня 2003 року. Похована на кладовищі Фаркашреті в Будапешті.

## Твори
| - Csip-Csup, 1957 - Szalmaláng, 1960 - Aranyeső, 1962 - Te is tudod?, 1962 - Ha én felnőtt volnék, 1965 - Akár hiszed, akár nem, 1966 - Jó nekem, 1967 - Felelj szépen, ха kérdeznek, 1968 - Bertalan és Barnabás, 1969 - Málnaszörp és szalmaszál, 1970 - Velem mindig csökkenés valami, 1972 - Kire ütött ez a gyerek?, 1974 - Már óvodás vagyok1975 - A nagy zuhé, 1976 | - A lemez két oldala, 1978 - Már megint, 1978 - Аз úgy вольт …, 1980 - Már iskolás vagyok, 1983 - Örülj, hogy fiú!, В 1983 - Örülj, hogy lány!, В 1983 - A Hét bőr, 1985 - My Own Budapest Guide, 1991 - Felnőtteknek írtam, 1997 - Mosolyogni tessék!, В 1998 - Cvikkedli, 1999 - Ájlávjú, 2000 - Ru szép ez az élet!, 2001 - Ráadás, 2002 |